# Grammatostomias flagellibarba
Grammatostomias flagellibarba is een straalvinnige vissensoort uit de familie van Stomiidae. De wetenschappelijke naam van de soort is voor het eerst geldig gepubliceerd in 1910 door Holt & Byrne.